# Chambre d'essai
La température et l’humidité sont les principales grandeurs physiques dont les variations ont une influence fondamentale sur les caractéristiques physico-chimiques et mécaniques d’un matériau. Cette science complexe impose une implication scientifique, normative et technologique dans tout développement de matériaux employés dans tous les domaines. Afin d’étudier l’évolution des caractéristiques techniques d’un échantillon, ou plus généralement pour tester les effets de certaines conditions sur une substance chimique, un produit industriel, un montage, un composant électronique, etc., l’expérimentateur utilise une chambre d’essai (ou chambre environnementale) en laboratoire. C’est un espace clos d'environ un à mille litres de capacité, souvent isolé et à ventilation forcée pour optimiser l’homogénéité et réduire la stratification thermique. On distingue les chambres ou enceintes :
- thermostatiques, les plus simples, à régulation de la température. Les mesures sont réalisées sur des rampes ou, le plus souvent, sur des paliers de température (isothermes, mode stabilisé). L’enceinte thermostatique peut être disponible comme option d’un instrument de mesure, tel une machine de traction. Elle peut être équipée en série ou en option d’un système de refroidissement par détente de fluide liquide[2], pour étendre la gamme de température jusqu’à −150 °C, par exemple ;
- climatiques, moins répandues, à régulation de la température, de l’humidité relative (HR), de la lumière (durée de jour et de nuit, intensité) et parfois du niveau de CO2, pour réaliser la quasi-totalité des essais en thermo-hygrométrie : culture, séchage, vieillissement accéléré, thermothérapie, stabilité, déverminage, etc. Elles permettent de simuler des conditions environnementales spécifiques.

Un enregistreur de données, qui contrôle typiquement la température et l’humidité relative de l’air, est parfois utilisé pour vérifier le bon fonctionnement d’une chambre d’essai. Elle subit un étalonnage généralement annuel par un laboratoire de métrologie prestataire.

## Comparaison avec des appareils de laboratoire similaires
| Appareil                                          | Gamme de température d’utilisation (exemple)                                               |
| ------------------------------------------------- | ------------------------------------------------------------------------------------------ |
| Enceinte thermostatique d’une machine de traction | Version standard : de l’ambiante +5 °C à 220 °C En option : température minimale de −70 °C |
| Étuve de laboratoire universelle                  | De l’ambiante +5 °C à 300 °C                                                               |
| Four                                              | De 300 à 1 000 °C                                                                          |
| Congélateur domestique                            | Température minimale : −30 °C                                                              |
| Congélateur basse température                     | Température minimale : −85 °C                                                              |

## Galerie

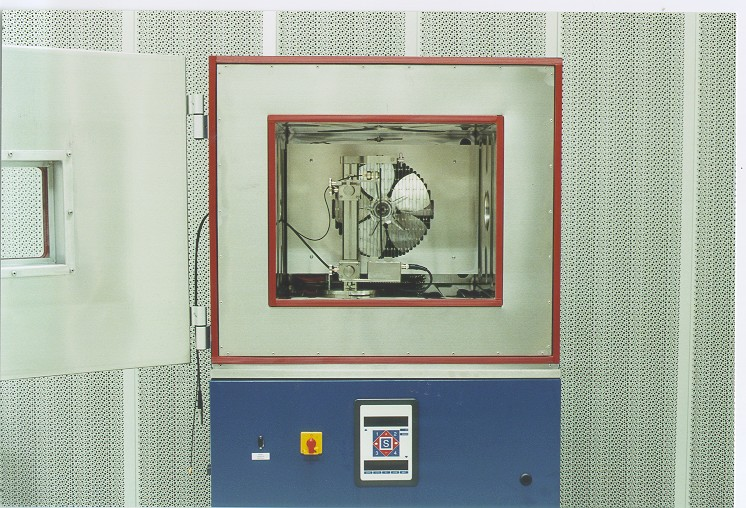
Enceinte thermostatée chaud/froid[4].
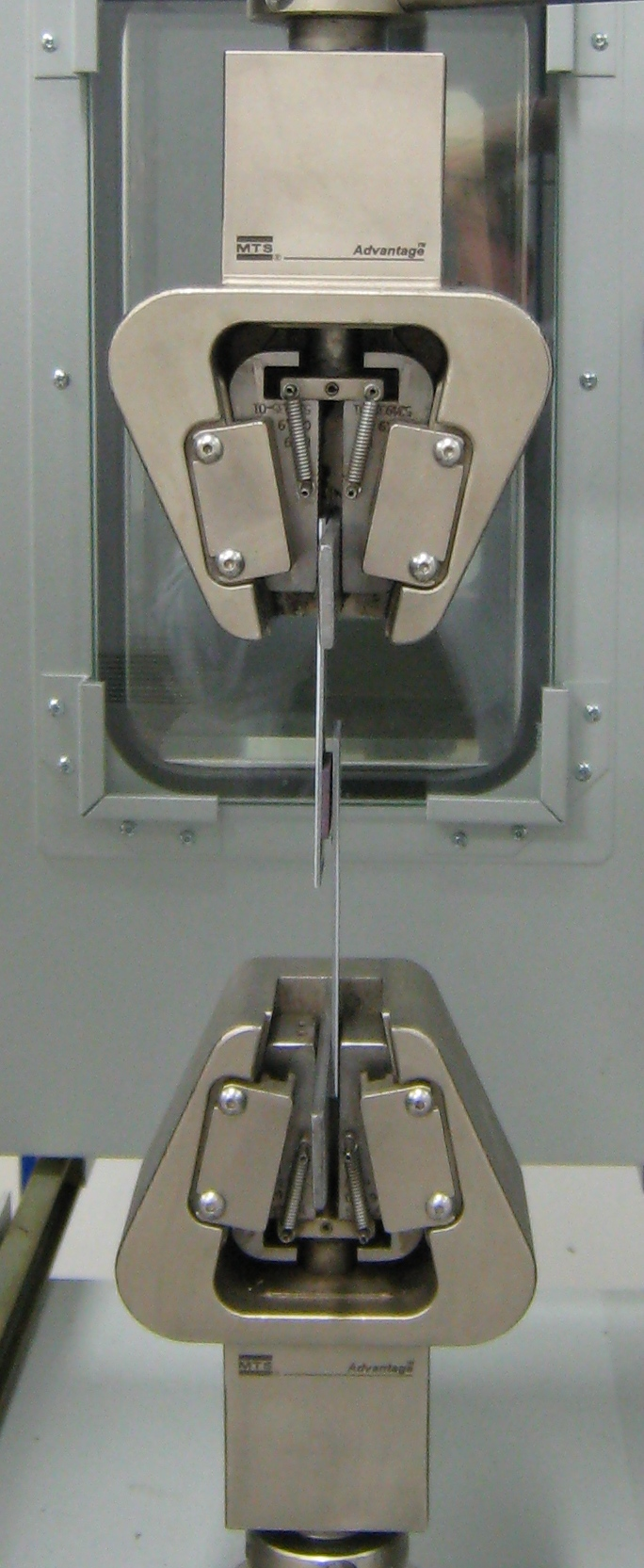
Chambre pour essais de traction à chaud/froid[5].
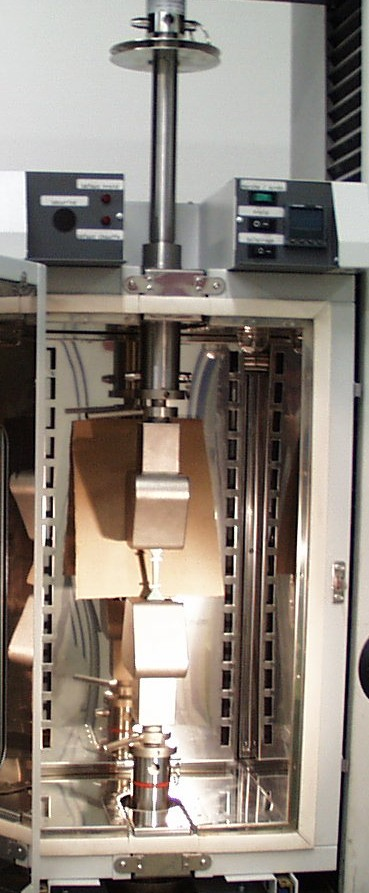
Utilisation en extensométrie (modèle identique au précédent).
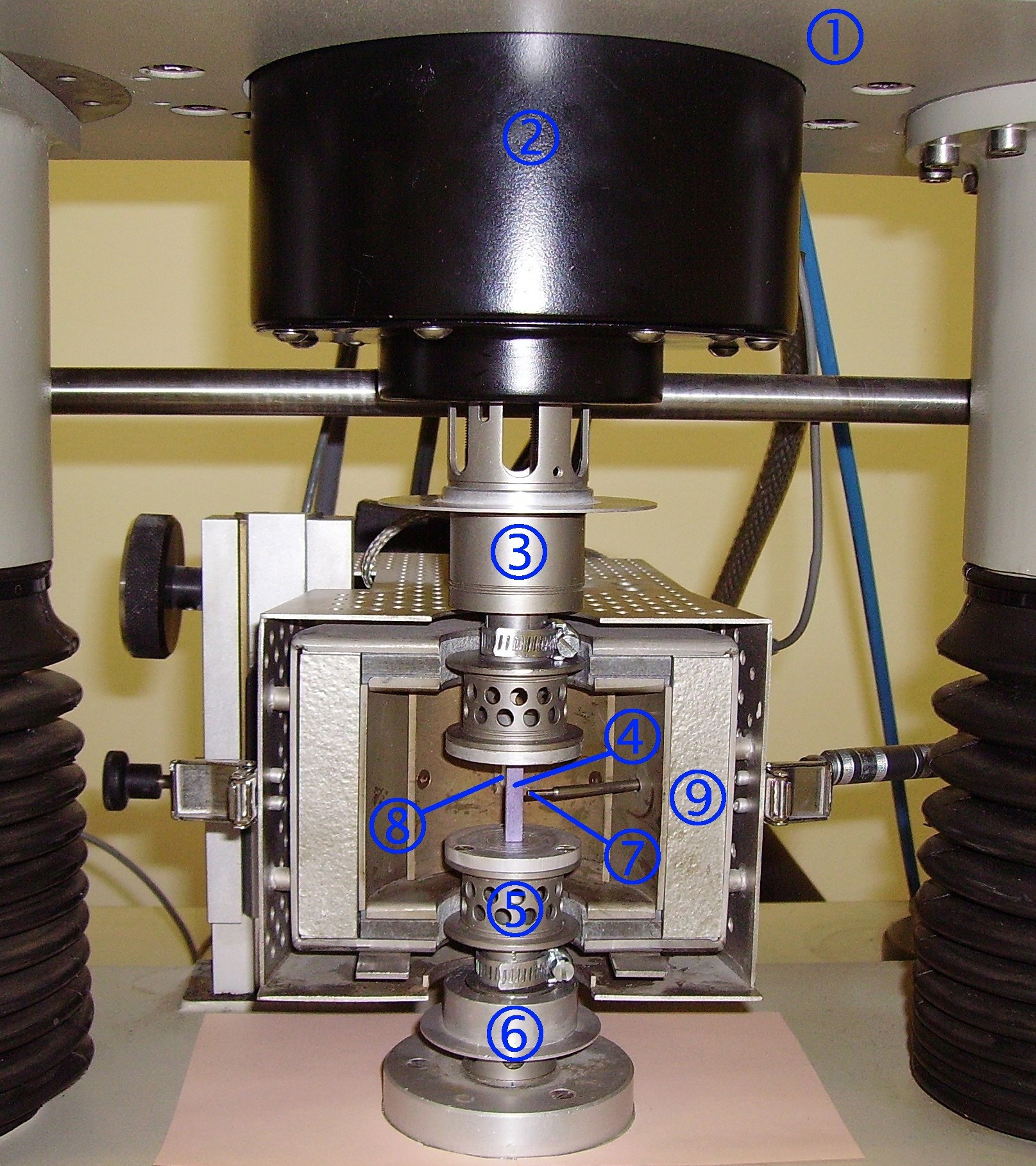
Enceinte chaud/froid d’un Viscoanalyseur.
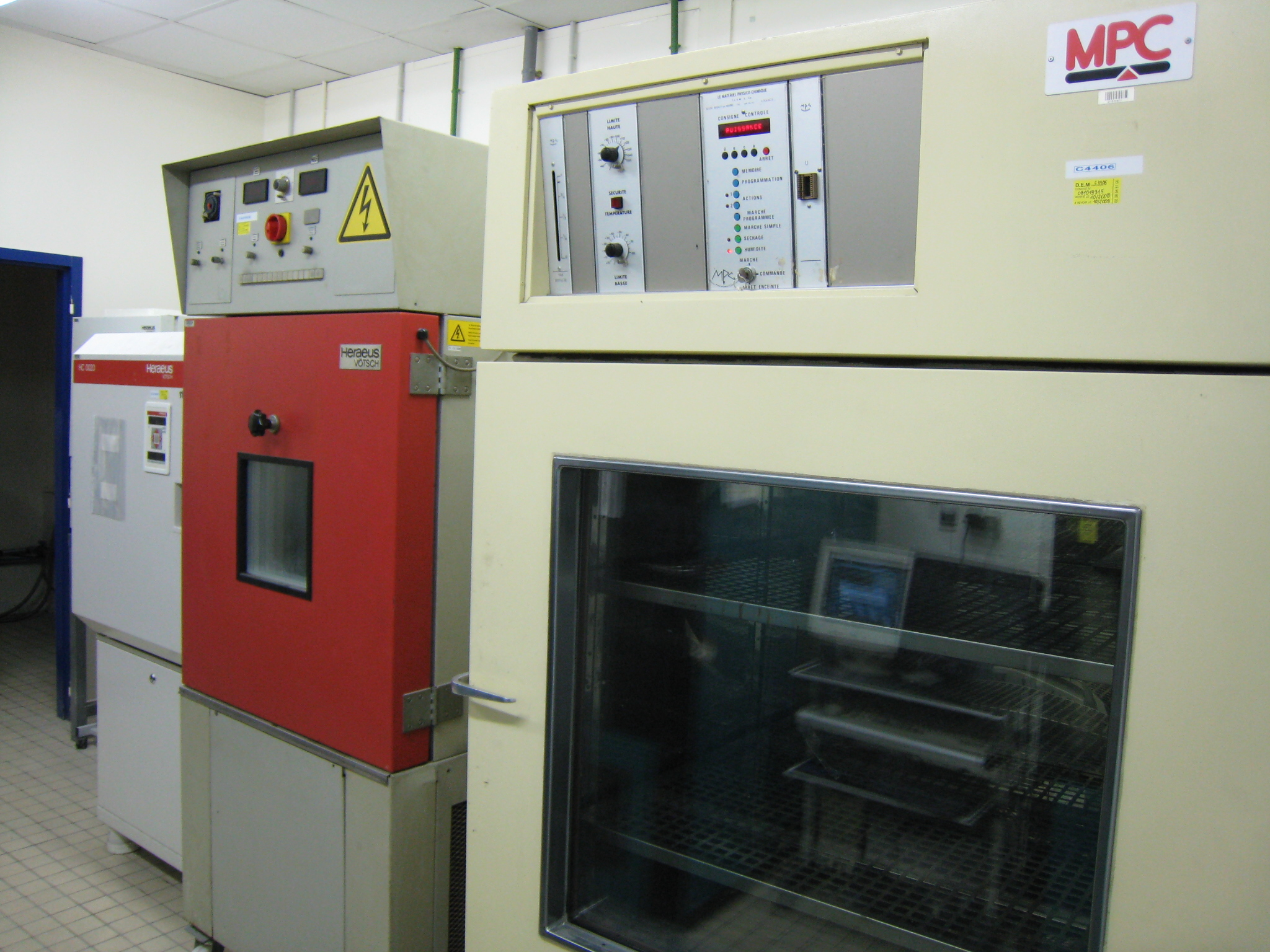
Enceintes climatiques, modèles chaud/humidité ou chaud/froid/humidité[6].
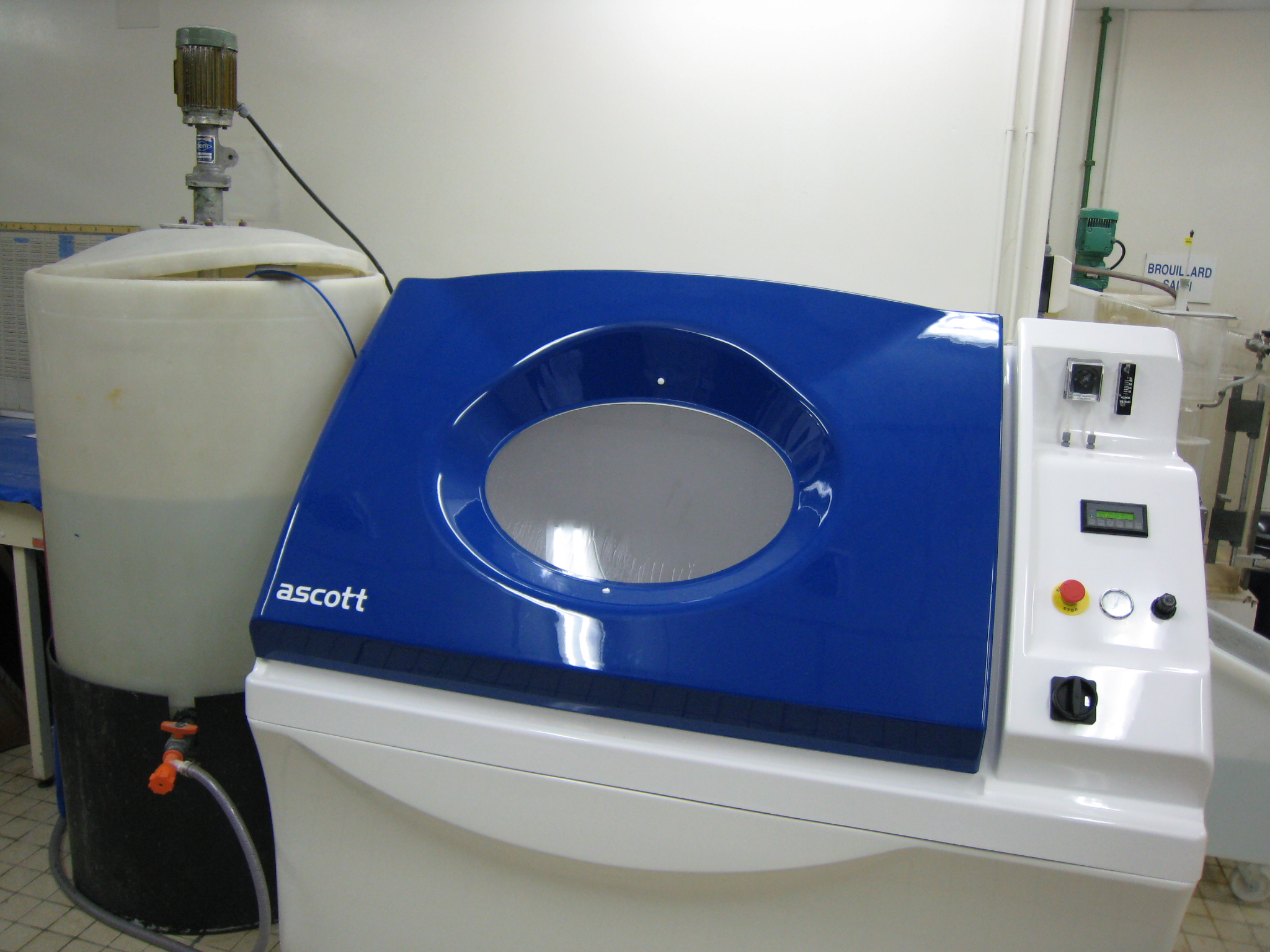
Chambre à brouillard salin pour essais de corrosion saline[7].
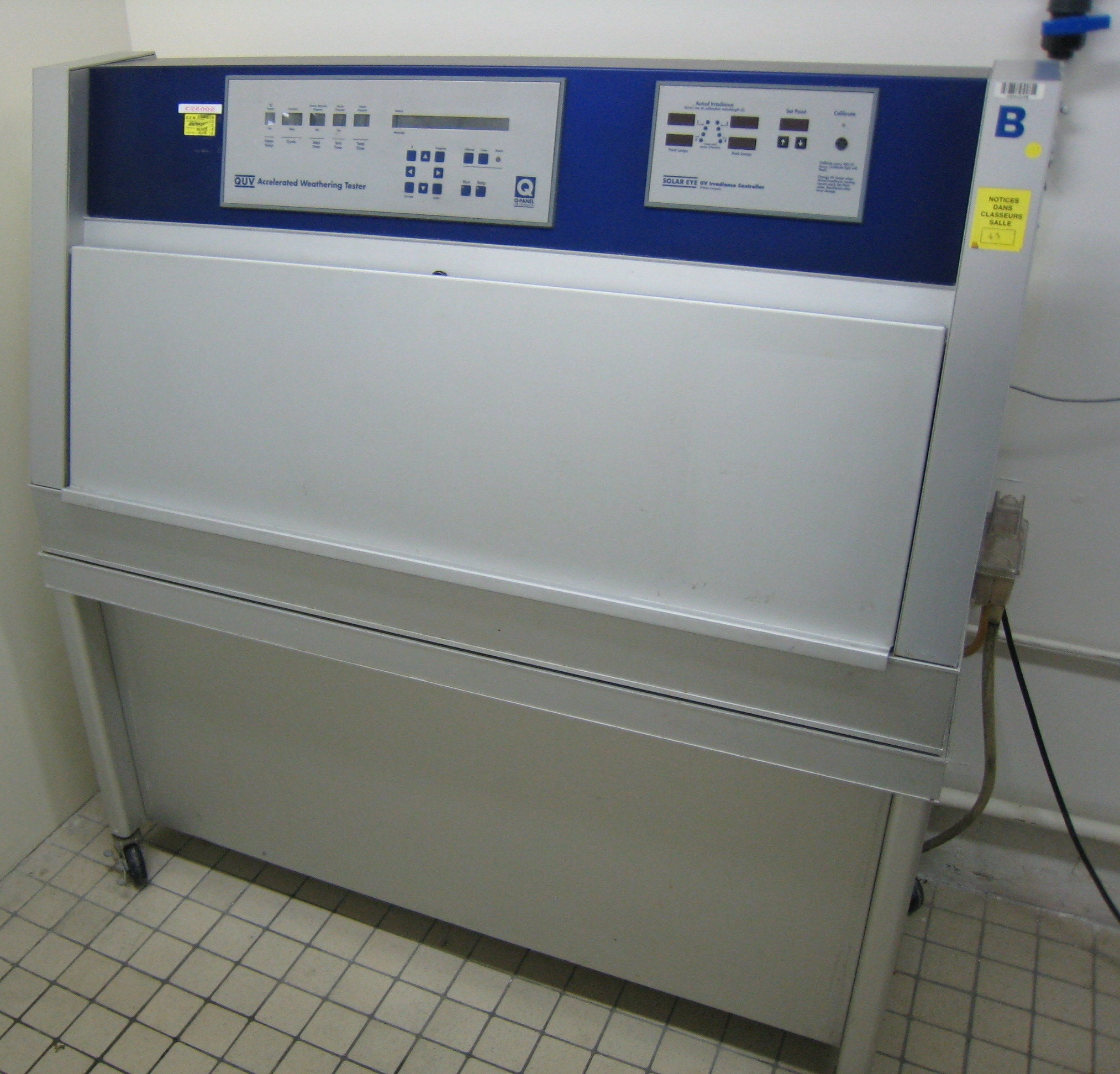
Chambre pour essais de vieillissement accéléré aux intempéries : exposition aux rayons UV et à la condensation (taux d’HR de 100 %) à chaud.
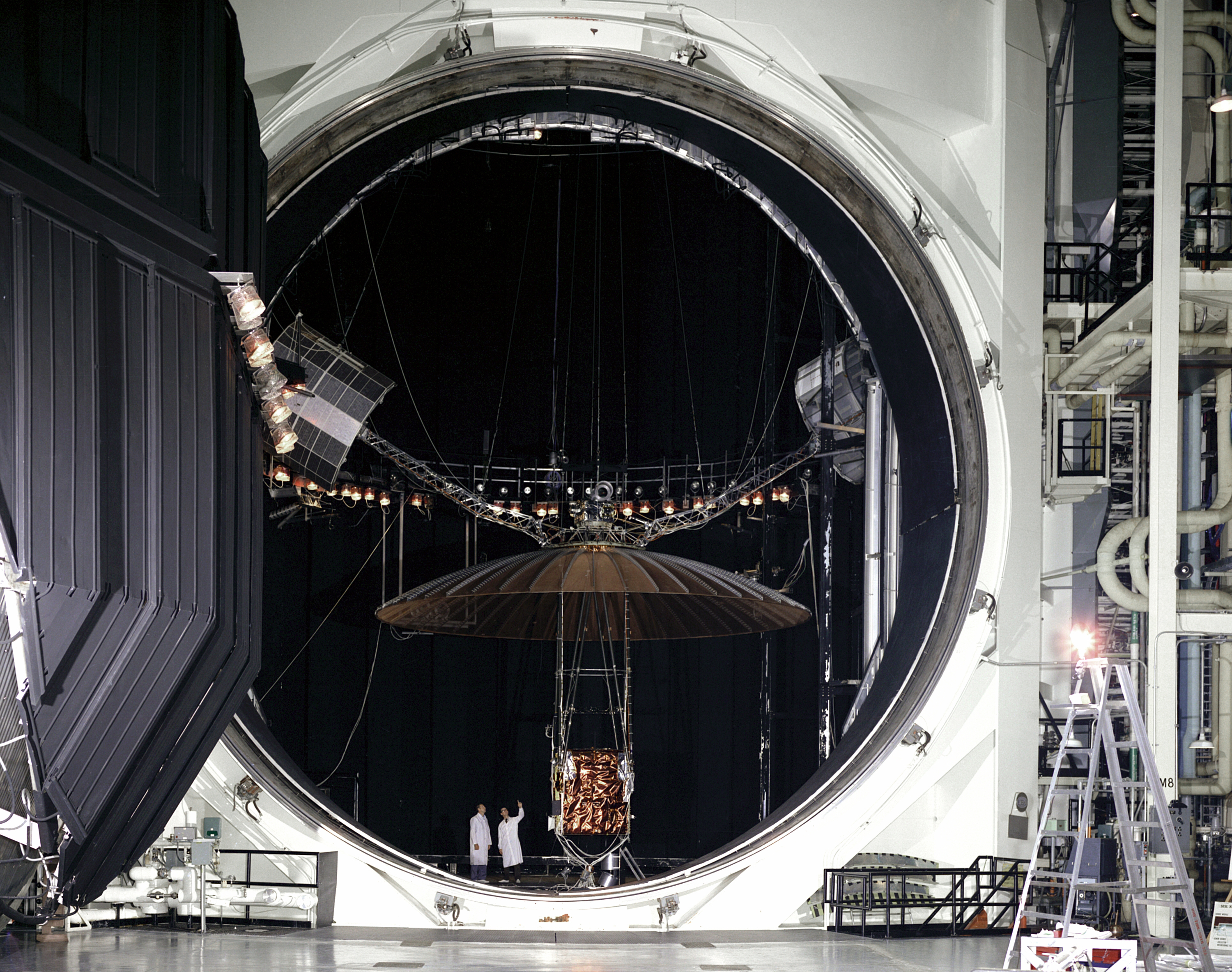
Grande chambre à vide de la NASA.